# Барклай, Джон (регбист)
Джон Адам Барклай (англ. John Adam Barclay; род. 24 сентября 1986 года в Гонконге) — шотландский профессиональный регбист, выступающий за «Эдинбург» и сборную Шотландии на позициях фланкера и номера 8.

## Клубная карьера
Барклай пришёл в «Глазго Уорриорз» в 2004 году после двух подряд побед в Кубке Шотландии среди школьных команд. Дебютировал за клуб 5 ноября 2004 года в матче с «Бордер Рейверс» в возрасте 18 лет 42 дней и стал вторым самым молодым дебютантом Кельтской лиги после Аледа Брю. Весной 2005 года получил грант имени Джона Макфейла и отправился на стажировку в новозеландские регбийные школы. По возвращении Джон впервые вышел в стартовом составе против «Кардифф Блюз». Свою первую попытку занёс в добавленное время матча Кубка Хейнекен с «Ленстером», а в июне того же года подписал с «Глазго» свой первый профессиональный контракт, рассчитанный на два года.
В 2013 году перешёл в валлийский клуб «Скарлетс». Дебют регбиста за новый клуб произошёл в матче со старым, в котором со счётом 12:17 победил «Глазго». Первые очки за клуб Барклай заработал месяц спустя, чем помог клубу переиграть «Ольстер» 17:9. Спустя два года в своей юбилейной, пятидесятой, игре за «Скарлетс» Барклай вновь встретился со своим бывшим клубом, на тот момент действующим чемпионом Про12, и на этот раз победил. Джон получил звание игрока матча, а через две недели и новый двухлетний контракт с клубом.
С сезона 2018/2019 Барклай выступал за «Эдинбург». В сезоне 2019/2020 Барклай намеревался завершить игровую карьеру, однако пандемия COVID-19 не позволила ему доиграть сезон в Про14 за «Эдинбург», вследствие чего он заявил о возможности продолжить выступления на профессиональном уровне. Однако, по словам Баркаля, его контракт с клубом не был продлён.

## Карьера в сборной
Джон Барклай был приглашён в состав сборной Шотландии в возрасте 17 лет, ещё не дебютировав за «Глазго» на профессиональном уровне, но в том году за «чертополохов» не сыграл. До этого побывал на различных международных турнирах со сборными до 19 и до 21 года. В 2007 году провёл несколько матчей за Шотландию А.
В августе 2007 года был вызван в состав основной сборной для участия в чемпионате мира, к тому моменту не сыграв за неё ни одного матча. Свой международный дебют совершил в матче группового этапа против сборной Новой Зеландии, проигранной со счётом 0:40. В 2008 году Джона начали регулярно вызывать в сборную. Он был вызван в состав «чертополохов» на Кубок шести наций, в котором сыграл два матча (против Франции и Уэльса). В ноябре того же года занёс свою первую попытку, поучаствовав в разгроме сборной Канады 41:0. В следующий раз Барклай отметился результативными действиями два года спустя, приземлив попытку в матче Кубка шести наций против Уэльса. Летом 2010 года был признан игроком матча во встрече со сборной Аргентины, а осенью — в игре против сборной ЮАР.
В 2011 году Барклай был включён в состав команды на чемпионат мира 2011. При этом задняя линия «чертополохов», последние годы состоявшая из трёх игроков «Глазго» Джона Барклая, Джонни Битти и Келли Брауна и носившая название Killer Bs не досчиталась Битти, место которого занял Ричи Вернон. На турнире Джон провёл 3 матча: с Румынией, Аргентиной и Англией, два из которых были проиграны. После этого Барклая продолжали регулярно вызывать в состав «чертополохов» вплоть до его перехода в «Скарлетс». Два года — с конца 2013 до лета 2015 — Джон за сборную Шотландии не играл, что, в конце концов, начали объяснять пренебрежением главного тренера Верна Коттера к игрокам, выступающим за пределами страны.
В июне 2015 года Барклай был включён в расширенный состав сборной Шотландии на чемпионат мира 2015 и провёл один тестовый матч перед ним, занеся свою третью попытку итальянцам. Однако Джон не получил вызов на сам турнир, что вновь подняло волну возмущения. В феврале 2016 года регбист впервые за 4 сезона сыграл на Кубке шести наций, где занёс попытку и провёл свой пятидесятый матч за «чертополохов».
Игровую карьеру в сборной Барклай завершил выступлением на Кубке мира 2019 года в Японии, где шотландцы заняли 3-е место и не вышли из группы, пропустив вперёд Японию и Ирландию. Всего в его активе стало 76 матчей за сборную Шотландии.